# Vlag van Kollumerzwaag

Vlag van Kollumerzwaag

De vlag van Kollumerzwaag is de dorpsvlag van het Nederlandse dorp Kollumerzwaag, in de Friese gemeente Noardeast-Fryslân. De vlag werd in 1969 aangenomen en in 1976 geregistreerd.
De dorpsvlaggen van 14 dorpen in Kollumerland en Nieuwkruisland werden in de jaren 1969/70 tot stand gekomen in overleg met de Fryske Rie foar Heraldyk en de heren Minnema, Keune en Offringa, leden van de Geakunde Commissie van Kollumerland en Nieuwkruisland In de ontwerpperiode hebben de besturen van de Plaatselijk Belang-organisaties in elk van de dorpen, de ontwerpen besproken, en goedgekeurd of verworpen, in welk laatste geval een nieuw ontwerp werd aangeboden.

## Beschrijving
De beschrijving van de vlag is als volgt:
Drie banen groen en geel, waarvan de lengten zich verhouden als 1 ; 2 ; 1, met op het midden, ter hoogte van 1/3 van de vlaghoogte en ter breedte van 1/4 van de vlaghoogte, een rode kasteeltoren op een laag voetstuk, met drie kantelen, een rechthoekige poortopening en twee smalle rechthoekige vensters.
De kleuren zijn afkomstig van het dorpswapen.

## Symboliek
- Burcht: verwijst naar de drie stinsen die in het dorp stonden en die op last van de stad Groningen afgebroken werden.[3]
- Groene banen: staan voor de veeteelt die prominenter is geworden.[3]

## Zie ook

Wapen van Kollumerzwaag